# Walterio Meyer Rusca

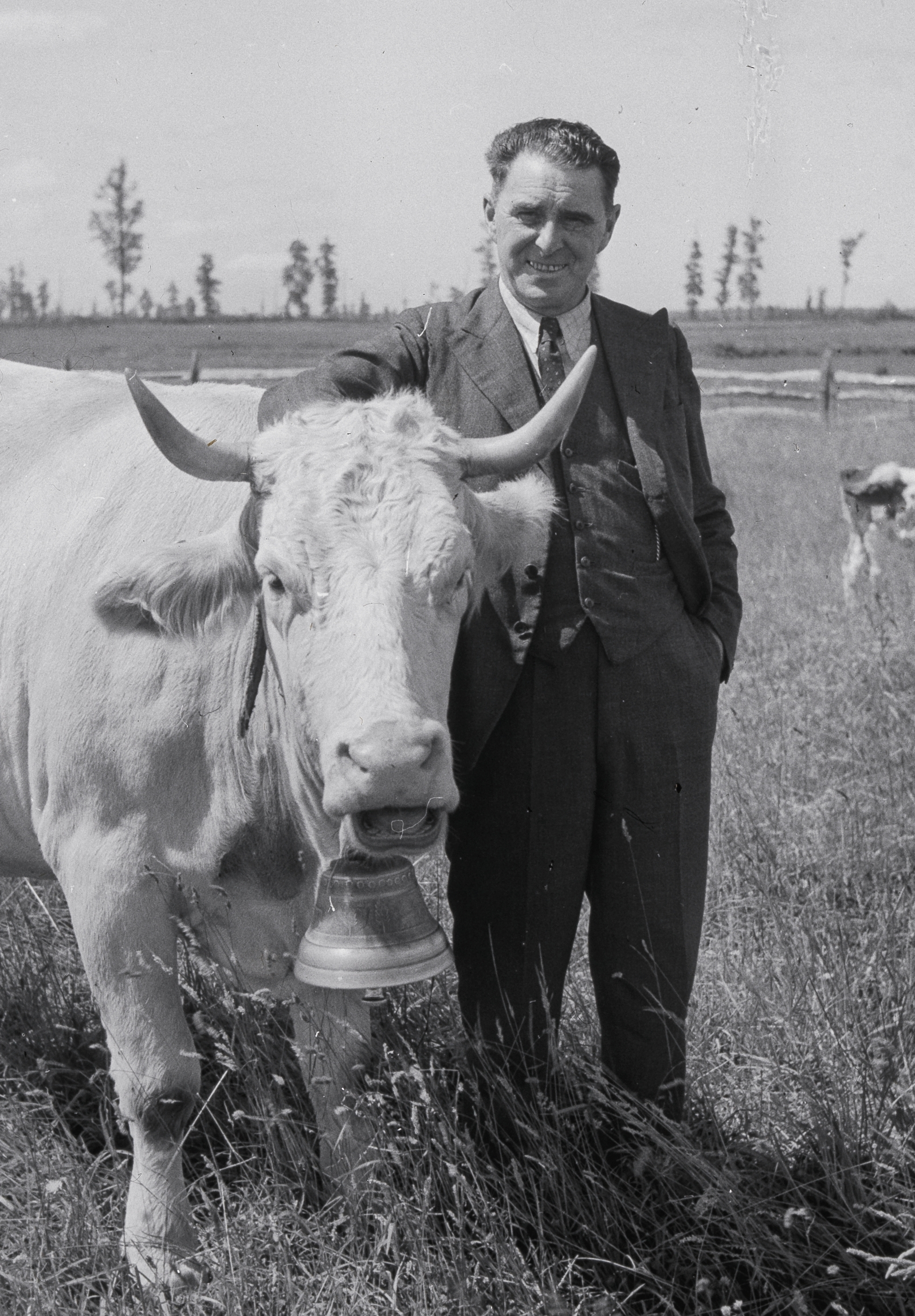
Walterio Meyer Rusca

Walterio Meyer Rusca, wie er sich nach chilenischem Namensrecht nannte (Meyer ist der Familienname seines Vaters, Rusca der Geburtsname seiner Mutter), oder Walter Leo Meyer, wie er in seinem Geburtsland Schweiz offiziell hieß (* 11. April 1882 in Zürich; † 14. Januar 1969 in Osorno), war ein in Chile tätiger Ingenieur schweizerischer Abstammung, vielseitiger Förderer der chilenischen Region Los Lagos, Sachbuchautor, Landwirt und Schweizer Honorar-Vizekonsul.

## Herkunft und berufliches Wirken
Walter Meyer, Bürger von Winkel und ab 1886 auch von Zürich, kam in Zürich als drittes von acht Kindern des Kaufmanns Johannes (Jean) Meyer und seiner Frau Emilie geborener Rusca zur Welt. Von 1901 bis 1905 bildete er sich am Eidgenössischen Polytechnikum zum Zivilingenieur aus und begann seine berufliche Laufbahn bei der Firma Locher & Cie, wo er während zweier Jahre für Berechnungen im Zusammenhang mit dem Bau des Simplontunnels zuständig war. Anschließend nahm er eine Stelle bei der deutschen Firma Philipp Holzmann an, welche im südamerikanischen Chile die Bahnlinie von Los Vilos nach Copiapo und deren Zweigstrecke von Hualañe nach Llico erstellte.
Als 1909 der Bau der Eisenbahnlinie von Osorno nach Puerto Montt anstand, siedelte Meyer nach Chile über, trat in den Dienst der chilenische Direktion für öffentliche Bauten ein und leitete bis 1913 den Bahnbau der Teilstrecke von Sagllúe bis Los Pellines.  Gleichzeitig arbeitete er als Schätzer der Caja de Crédito Hipotecario (einer Hypothekarbank) und ähnlicher Institute. In den Zwanzigerjahren führte er in Osorno mit seinem ebenfalls ausgewanderten Bruder, dem Architekten Hermann Meyer (1892–1987), ein gemeinsames Ingenieur- und Architekturbüro. Während vieler Jahre vermaß er, wie vom Katastergesetz (Ley de la Propiedad Austral) gefordert, die landwirtschaftlichen Güter Südchiles, und zehn Jahre lang führte er auch im Auftrag der Stadt Osorno Vermessungen durch.
1921 heiratete Meyer die aus einer begüterten deutschchilenischen Familie stammende Paula Eggers Schott (1898–2002), die nach dem Tode ihrer Eltern das östlich von Osorno gelegene Landgut (Fundo) Mulpulmo in die Ehe einbrachte.

## Außerberufliches Wirken

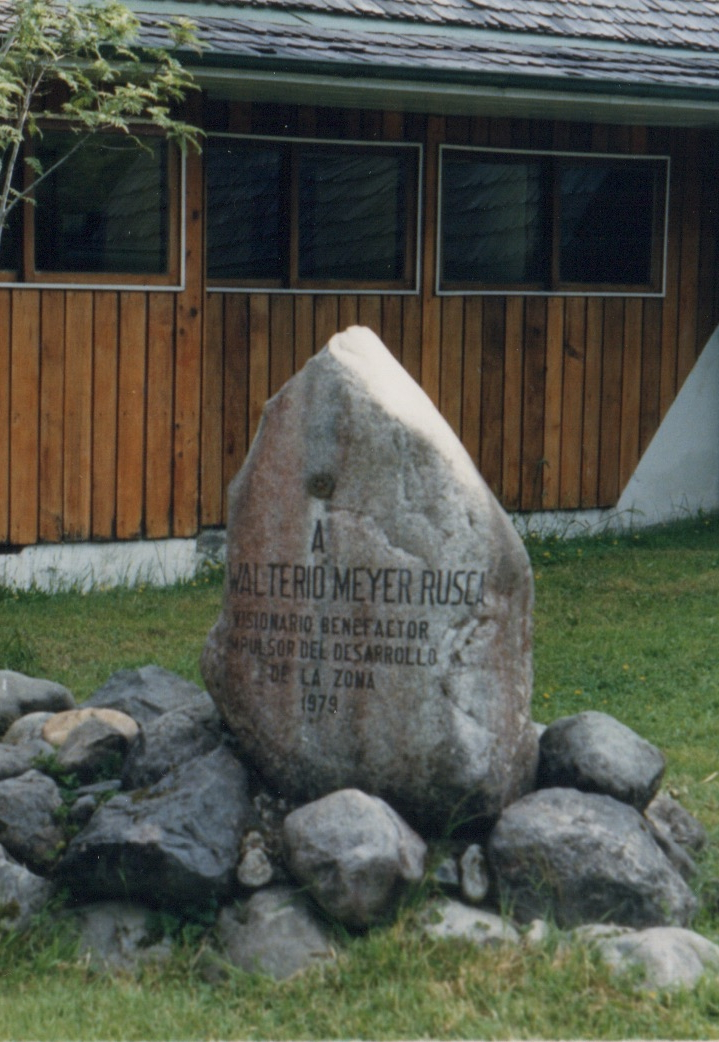
Denkmal für Walterio Meyer Rusca bei den Termas de Aguas Calientes im Nationalpark Puyehue

### Gesellschaftliche und wissenschaftliche Tätigkeit
Neben seinen beruflichen Tätigkeiten wirkte Meyer als rastloser Förderer seiner Wahlheimat Osorno und der Region Los Lagos. So war er Gründer und Präsident des Club Andino Osorno (Anden-Club Osorno) sowie Gründer und Präsident des Comité Pro Adelanto de Osorno, einer Vereinigung zur Förderung der Stadt.
Zu seinen bedeutsamsten Initiativen gehörte der Bau des ersten Altersheims in Osorno und die Erschließung der im Nationalpark Puyehue liegenden heißen Quellen für die breite Bevölkerung. An letzterem Ort ließ er eine gedeckte Schwimmhalle sowie eine größere Anzahl einfacher Ferienhäuschen errichten (Termas de Aguas Calientes). Überdies veranlasste er die Bepflanzung der damaligen Plaza Matthei, die von der Schweizerkolonie der Stadt Osorno zu deren vierhundertstem Geburtstag geschenkt wurde und seither Plaza Suiza genannt wird, und er rief den Concurso de Huertos Obreros (Arbeitergarten-Wettbewerb) ins Leben. Seine Frau Paula war zudem lange Jahre Präsidentin des örtlichen Roten Kreuzes.
Meyer fungierte lange Jahre als Ansprechpartner für die in Chile niedergelassenen sowie nach Chile reisenden Schweizer, indem er von 1939 bis 1941 als schweizerischer Konsularagent und von 1941 bis 1953 als schweizerischer Honorar-Vizekonsul für die südlichen Provinzen Chiles amtierte. Jeden Sommer stellte er sich auch den Botanikern, Geologen und sonstigen Reisenden zur Verfügung, um sie durch die weitere Umgebung Osornos, die «Chilenische Schweiz», zu führen. Unter diesen befand sich der Schweizer Geologe Arnold Heim, dessen Chile-Photographien heute von Bildarchiv der ETH Zürich online gestellt sind.
Außer mit seinen Hobbys Flora und Geologie beschäftigte sich Meyer auch mit der regionalen Sprache Südchiles. Besonders interessiert wandte er sich der Etymologie der autochthonen Orts- und Flurnamen zu, da diese oft in den geologischen Eigenschaften des jeweiligen Landstrichs gründen. Teilweise in Zusammenarbeit mit Ernesto Wilhelm de Moesbach verfasste er drei lexikographische Werke: Das erste ist ein Verzeichnis von Wörtern und Begriffen der südchilenischen Umgangssprache, das zweite, mehrfach aufgelegte behandelt die Personennamen der indianischen Huilliche, und das dritte, ebenfalls wiederholt gedruckte erklärt die indianischstämmigen Örtlichkeitsnamen im «Kleinen Süden» Chiles.

### Publikationen (Auswahl)
Von seinen Publikationen bezeichnet Meyer selbst die folgenden als seine wichtigsten:
- Con ojos abiertos sobre las tres Américas. Diario de viaje. [Padre Las Casas] 1946.
- Die Chilenische Schweiz. Santiago de Chile 1950.
- El hombre y la tierra. Padre Las Casas, 1950, 2. Auflage ebd. 1960.
- Voces indígenas del lenguaje popular sureño. 550 chilenismos. Padre Las Casas, 1951, 2. Aufl. ebd. 1952.
- [zusammen mit Ernesto Wilhelm de Moesbach:] Los huilliches a través de sus apellidos. Estudio etimológico de los patronímicos aborígines surenõs. Osorno 1952, 5. Auflage Santiago 1988.
- [zusammen mit Ernesto Wilhelm de Moesbach:] Diccionario geográfico-etimológico indígena de las provincias Valdivia, Osorno y Llanquihue. Padre Las Casas, 1955, 6. Auflage Santiago de Chile 1982.
- Cómo un suizo ve Chile. Padre Las Casas 1960.

## Ehrungen
Meyer wurde 1956 korrespondierendes Mitglied der Chilenischen Akademie der Naturwissenschaften (Academía chilena de Ciencias Naturales), und 1959 wurde ihm von der chilenischen Regierung „in Anerkennung seiner Tätigkeit auf öffentlichem, gemeinnützigem und wissenschaftlichem Gebiete“ die Medaille Bernardo O’Higgins 1. Klasse verliehen.
In Osorno-Rahue wurde die Calle Walterio Meyer nach ihm benannt, und eine zwischen Osorno und Puyehue gelegene Schule trägt den Namen Escuela Walterio Meyer Rusca.

## Bilder
Alle Bilder von Arnold Heim, heute im Besitz der ETH-Bibliothek:
- Walter Meyer auf seinem Fundo.
- Das Wohnhaus auf Mulpulmo.
- Walter und Paula Meyer.